# Droga magistralna A1 (Litwa)
Droga magistralna A1 (lit. Magistralinis kelias A1) - droga magistralna na Litwie długości 311,4 km, łącząca trzy największe miasta kraju: stolicę Wilno, Kowno oraz miasto portowe Kłajpeda.

## Autostrada A1
Droga posiada status autostrady na odcinku Kowno – Kłajpeda.

## Droga ekspresowa
Na odcinku Wilno – Kowno trasa jest oznakowana jako droga ekspresowa.
Istnieją plany przebudowy arterii do 2018 roku. W zakresie prac miałyby być m.in. gruntowny remont nawierzchni oraz modernizacja niektórych węzłów. Po zakończeniu prac, odcinek Kowno – Wilno otrzymałby status autostrady z maksymalną dopuszczalną prędkością 130 km/h.

## Historia
W czasach istnienia Związku Radzieckiego droga posiadała dwa różne numery – A227 (Wilno – Kowno) oraz A271 (Kowno – Kłajpeda).
3 listopada 1970 otwarto A1 między Wilnem a Kownem. Ówcześnie była to jedna z najbardziej nowoczesnych dróg Związku Radzieckiego.
Odcinek Kowno – Kłajpeda był budowany w latach 1971 – 1987, a otwarto go 1 września.
W 2011 roku zmodernizowano odcinek przebiegający przez Grzegorzewo – na jezdni prowadzącej do Kowna wymieniono nawierzchnię oraz zainstalowano nowe oświetlenie. W tym samym roku otwarto najdłuższą estakadę na Litwie (o długości 610 metrów). Przebiega ona nad węzłem Jakų stanowiąc część drogi A1.

## Trasy europejskie
Droga A1 pokrywa się z dwoma trasami europejskimi.
| Trasa europejska | Odcinek                 |
| ---------------- | ----------------------- |
| E67              | Kowno – Sitkūnai        |
| E85              | na całej długości trasy |

## Opłaty
Przejazd A1 jest płatny dla autobusów oraz samochodów ciężarowych. Opłatę uiszcza się za pomocą winiety.

## Miejscowości znajdujące się przy A1
- Wilno
- Jewie
- Elektreny
- Kowno
- Żyżmory
- Kryžkalnis
- Kłajpeda